# Дея (Румунія)
Дея (рум. Deia) — село у повіті Сучава в Румунії. Входить до складу комуни Фрумосу.
Село розташоване на відстані 353 км на північ від Бухареста, 48 км на захід від Сучави.

## Населення
За даними перепису населення 2002 року у селі проживали 888 осіб, усі — румуни. Усі жителі села рідною мовою назвали румунську.